# 建设街街道
建设街道，是中国内蒙古自治区鄂尔多斯市东胜区下辖的一个乡镇级行政单位。

## 行政区划
建设街道共辖以下地区：
新巷社区、桥西社区、新丰社区、育英社区、利民社区、曙光社区、民联社区、南湖社区、郝家圪卜村。